# Johannes Stuker

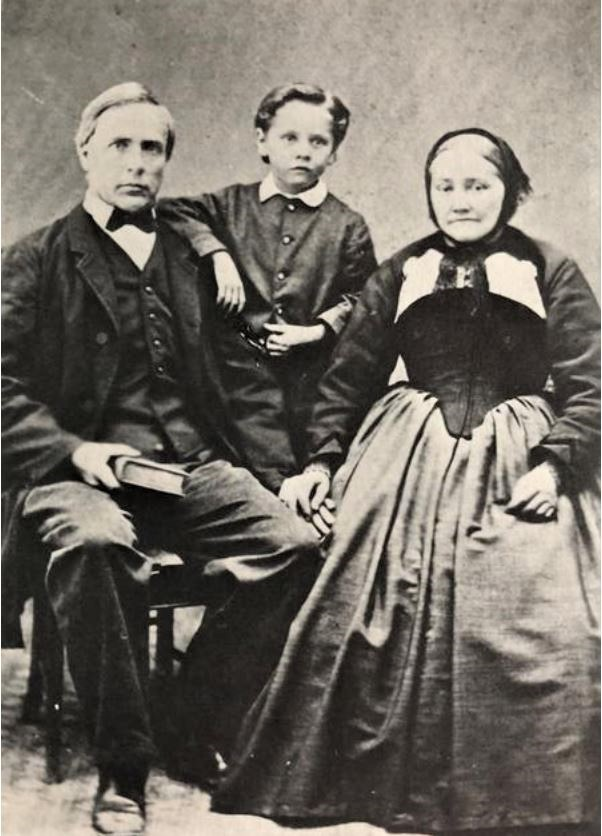
Johannes und Verena Stuker mit Sohn Robert

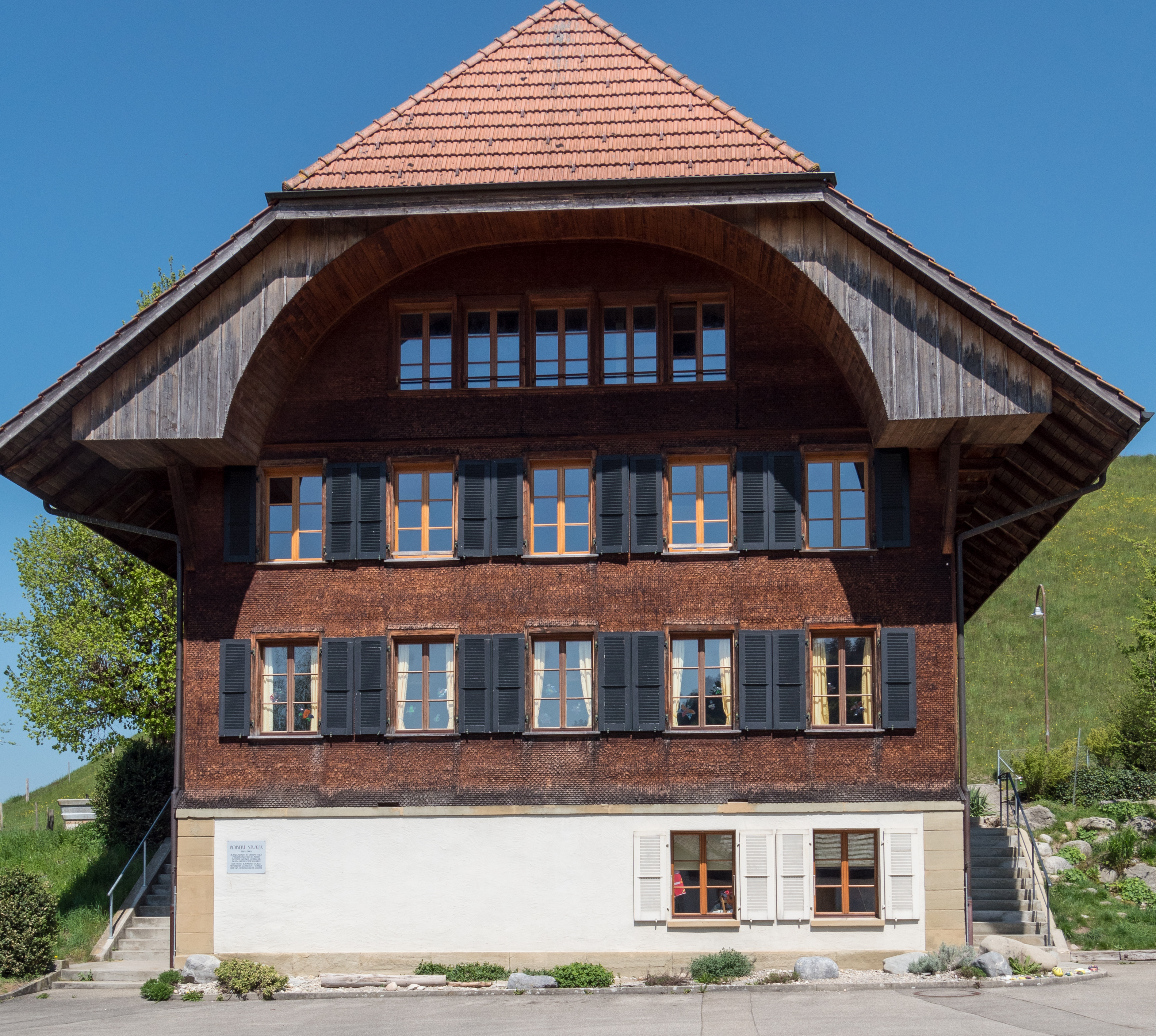
Wohnung der Familie Johannes Stuker im alten Primarschulhaus in Lützelflüh-Grünenmatt

Johannes Stuker (* 10. April 1819 Bowil; † 1. Dezember 1901 in Langnau im Emmental) war ein Schweizer Lehrer und Pädagoge. 

## Leben und Werk
Johannes Stuker wuchs als ältester von fünf Brüdern und Sohn des Bauern Christian Stuker und der Anna geborene Mosimann in Bowil auf. Er wurde Lehrer und unterrichtete von 1836 bis 1838 an der Unterschule in Heimberg bei Thun. Im Oktober 1837 erhielt er das ordentliche Lehrerpatent und wurde von 1838 bis 1841 Unterlehrer in Lützelflüh. Als Oberlehrer unterrichtete er von 1841 bis 1888 in Grünenmatt bei Lützelflüh, wo ab 1887 auch Simon Gfeller als Lehrer wirkte. 
Der Pfarrer und Schulkommissär Albert Bitzius (Jeremias Gotthelf) von Lützelflüh erkannte Stukers Begabung als Lehrer, förderte ihn und war mit ihm befreundet. 1840 stellte ihm Bitzius als Aktuar der Schulkommission Lützelflüh folgendes Zeugnis aus: «Bei sehr guter Schulzucht erwarb er sich die Liebe der Kinder, die Achtung der Eltern und brachte die Schule in einen sehr erfreulichen Zustand. Auch sein Betragen ausser der Schule, das manchem jungen Lehrer zum Muster zu geben wäre, verdiente nie eine Rüge.»
Stuker pflegte Kontakte mit Philipp Emanuel von Fellenberg und besuchte ihn mehrfach in der Erziehungsanstalt in Hofwil. Dank Bitzius absolvierte er 1844 einen Fortbildungskurs am Lehrerseminar Kreuzlingen, das von Johann Jacob Wehrli geleitet wurde. Stuker heiratete 1845 Verena Iseli, die Tochter des Gerichtssässen und Grossbauern Jakob Iseli von Pfaffenboden. Ihr 1863 geborener Sohn Robert Stuker wurde Historiker und Prinzenerzieher am griechischen Königshof.
Stuker war ein weithin geachteter Pädagoge und gefragter Experte für landwirtschaftliche Fragen. 1847 war er Mitglied der Ökonomischen Gesellschaft Bern. Er leitete Konferenzen zur Lehrerweiterbildung und war Chorleiter und Regisseur des Theaters in Grünenmatt. 
Die Berner Direktion des Innern beauftragte ihn 1879 als Wanderlehrer im Kantonsgebiet Vorträge über die Verbesserung der Landwirtschaft und des Gartenbaus zu halten. Er war 1880 Mitglied der kantonalen Schulsynode. 1887 veröffentlichte er seine Schrift Selbstverfasste Gespräche und ausgewählte Gedichte zu dramatisch-deklamatorischen Aufführungen für Schule und Haus. Er ist ein Beispiel für die zunehmende Bedeutung und wachsende soziale Reputation des Lehrerstandes im 19. Jahrhundert.

## Schriften
- Versuch zur Beantwortung der Preisfrage: Welchen Einfluss übt die wachsende Armennoth auf das Volksschulwesen, und welche Bestimmpunkte ergeben sich daraus für die Wirksamkeit des Lehrers. In: Volksschulblatt. 2, 1855/31.
- Selbstverfasste Gespräche und ausgewählte Gedichte zu dramatisch-deklamatorischen Aufführungen für Schule und Haus. Kommissionsverlag von Nydegger & Baumgart, Bern 1887.